# Gustave de Burbure de Wesembeek
Gustave de Burbure de Wesembeek (Dendermonde, 22 juli 1815 - Brussel, 25 oktober 1893) was een Belgisch componist en ambtenaar.

## Familie
Gustave Louis Marie de Burbure de Wesembeek was een telg uit de adellijke Brabantse familie De Burbure de Wesembeek. Zijn vader was ridder Philippe de Burbure de Wesembeek (1779-1855), die in 1844 de bij eerstgeboorte erfelijke riddertitel ontving, samen met de adelserkenning. Zijn moeder was Hélène de Schoutheete de Tervarent (Sint-Gillis-Dendermonde 1782 - Dendermonde 1845). 
Hij trouwde in 1841 met Sidonie Verhaeghe (Gent 1820-1845). Ze kregen drie kinderen:
- Oscar de Burbure de Wesembeek (1842-1915), die componist werd zoals zijn vader en zijn oom,
- Hector de Burbure de Wesembeek (1843-1901) die de eerste was van de familie, maar niet de laatste, om zijn bruid in Roemenië te gaan zoeken,
- Marie de Burbure de Wesembeek (1845-1929), die trouwde met de Destelbergse jonkheer Edgard de Keyser (1841-1917).

Zes dagen na de geboorte van haar dochter overleed Sidonie Verhaeghe, amper 25 geworden. Gustave bleef met drie zeer jonge kinderen achter. Hij hertrouwde niet.

## Levensloop
De Burbure ging als knaap in de leer bij de voormalige Affligemse monnik, pater De Vos, en kreeg zijn eerste muzieklessen van Joseph Troch, de kapelmeester van de Dendermondse Onze-Lieve-Vrouwkerk. Hij studeerde rechten aan de Universiteit van Gent maar, zoals zijn broer Leon, was hij meer geïnteresseerd in muziek. 
Net als zijn broer, Leon de Burbure de Wesembeek, bleef hij orangist na de Belgische afscheuring. In oktober 1832 kwam hij in problemen toen hij samen met Prudens Van Duyse een Oranjegezind artikel publiceerde in Le Journal de Gand. Ze werden beschuldigd van smaad aan de Belgische vlag en riskeerden een veroordeling. De zaak werd echter geseponeerd. Gustave werd daarop de dirigent van het muziek van het 'Belgisch Legioen' in Dendermonde.

## Hypotheekbewaarder
In tegenstelling tot zijn broer oefende Gustave een beroep uit. In 1841, het jaar van zijn huwelijk, werd hij ontvanger van de Registratie en Domeinen in Gent. In 1859 werd hij in dezelfde stad hypotheekbewaarder. In 1882 werd hij bevorderd tot hypotheekbewaarder in Brussel en verhuisde naar de hoofdstad. De drie kinderen waren toen al een hele poos getrouwd.

## Musicus
In Dendermonde bestudeerde Gustave, samen met zijn broer, heel wat methodes voor blaas- en percussieinstrumenten, onder meer met behulp van de handboeken van Johann Georg Albrechtsberger, Antoine Reicha en François-Joseph Fétis. De samenwerking tussen de broers werd nog hechter toen Leon de leiding nam van de 'Société philharmonique de Sainte Cécile'.  
Samen met zijn broer Leon schreef hij een orkestfantasie op thema's uit de in 1836 zopas in wereldpremière uitgevoerde opera Les Huguenots van Giacomo Meyerbeer.
In Gent dirigeerde hij het koor La Lyre gantoise.

## Composities
De Burbure componeerde:
- marsmuziek voor harmonieën (walsen, galops, pas redoublés),
- een Air varié voor klarinet,
- drie walsen voor harmonie,
- variaties op operaouvertures en populaire operathema's,
- piano- en gitaarmuziek,
- romances en koormuziek.

Onder zijn religieuze muziek zijn te vermelden:
- een graduale,
- een Tantum Ergo voor koor en orkest,
- een salve Regina.